# 個別化教育計畫
個別化教育計畫（英語：Individualized Education Program）是美國於1975年規定學校須針對每一位身心障礙學生所設計的計畫。為依照學生的家庭背景、興趣、學業成就、認知風格作綜合性的分析及評估，由教育專業人員與家長互相溝通、合作設計教學活動，並根據學生的學習狀況進行檢討的學習計畫。此計畫在臺灣亦被用在協助資賦優異及特殊需求的學生學習。最早是在在家教育、自學和特殊教育的領域上使用，其後逐漸擴及一般教育。
如：中文程度較差、學習能力較差，、情緒常常失控等

## 概述
每一位學習者的學習起點、學習風格、學習環境都不同，因此就有不同的學習需求，需要瞭解個人的處境才能評估怎樣的教育是適合他的。
同一個年級、同一個班級，學習需求往往有很大的差異，要求學生使用同樣的學習節奏、學同樣的學習內容、用同樣的學習評量方法，很難避免造成低效率的課堂，甚至無效課堂。尤其是頭尾問題，可能造成一部份的學生，持續處於學習怠速的情況，一部份的學生處於無效學習和習得無助的情況。

## 個別化教育計畫的意義
個別化教育計畫(Individualized Educational Program, 簡稱 IEP)是針對某一學童的教育需要，由一組的專業人員和家長共同擬定的教育方針及課程內容，以書面方式提出完整的規劃。

## 法源依據
特殊教育法
第 28 條 
「高級中等以下各教育階段學校，應以團隊合作方式對身心障礙學生訂定個別化教育計畫，訂定時應邀請身心障礙學生家長參與，必要時家長得邀請相關人員陪同參與。」
特殊教育法施行細則
第 9 條
本法第二十八條所稱個別化教育計畫，指運用團隊合作方式，針對身心障礙學生個別特性所訂定之特殊教育及相關服務計畫；其內容包括下列事項：
一、學生能力現況、家庭狀況及需求評估。
二、學生所需特殊教育、相關服務及支持策略。
三、學年與學期教育目標、達成學期教育目標之評量方式、日期及標準。
四、具情緒與行為問題學生所需之行為功能介入方案及行政支援。
五、學生之轉銜輔導及服務內容。
前項第五款所定轉銜輔導及服務，包括升學輔導、生活、就業、心理輔導、福利服務及其他相關專業服務等項目。
參與訂定個別化教育計畫之人員，應包括學校行政人員、特殊教育及相關教師、學生家長；必要時，得邀請相關專業人員及學生本人參與，學生家長亦得邀請相關人員陪同。
第 10 條
前條身心障礙學生個別化教育計畫，學校應於新生及轉學生入學後一個月內訂定；其餘在學學生之個別化教育計畫，應於開學前訂定。
前項計畫，每學期應至少檢討一次。

## 外部連結
- 伊甸IEP簡介